# Spigno Monferrato
Spigno Monferrato är en ort och kommun i provinsen Alessandria i regionen Piemonte i Italien. Kommunen hade 1 007 invånare (2018).